# 丹波篠山市福住伝統的建造物群保存地区
丹波篠山市福住伝統的建造物群保存地区（たんばささやましふくすみでんとうてきけんぞうぶつぐんほぞんちく）は、兵庫県丹波篠山市にある伝統的建造物群保存地区。国の重要伝統的建造物群保存地区として選定されている。丹波篠山市福住、川原、安口、西野々の一部、約25.2haの範囲である。

## 歴史
2012年（平成24年）12月28日、篠山市福住として重要伝統的建造物群保存地区に選定された。2019年（令和元年）5月1日に篠山市が丹波篠山市へ改称したため、登録名が丹波篠山市福住となった。

## 特色
福住地区は兵庫県丹波篠山市東部にあり、兵庫県・京都府・大阪府の県境付近に位置している。丹波篠山市のほぼ中央にある篠山城の城下町から東の京都へ向かう国道372号（西京街道）沿いにあり、西から福住、川原、安口、西野々の4集落から構成され、福住は、江戸時代に宿場町として整備され、明治以降も多紀郡東部の中心として栄えた。川原、安口、西野々は、宿場の機能を補完する集落であった。
福住では妻入りの中二階建切り妻造りで漆喰塗り込めで表妻側に軒庇が付いた宿場町、川原、安口、西野々では平屋建茅葺の農家住宅が建ち並ぶ農村集落という2つの異なる町並みが、西京街道沿いに連続して残されており、周囲の田園及び特徴ある灌漑施設等の環境と一体となって景観を形成している。

## 重要伝統的建造物群保存地区データ
- 地区名称：丹波篠山市福住（登録時：篠山市福住）
- 種別：宿場町・農村集落
- 選定年月日：2012年12月28日
- 選定基準：（3）伝統的建造物群及びその周囲の環境が地域的特色を顕著に示しているもの
- 面積：25.2ha

## 主な建造物・施設
- 本陣跡
- 一里塚

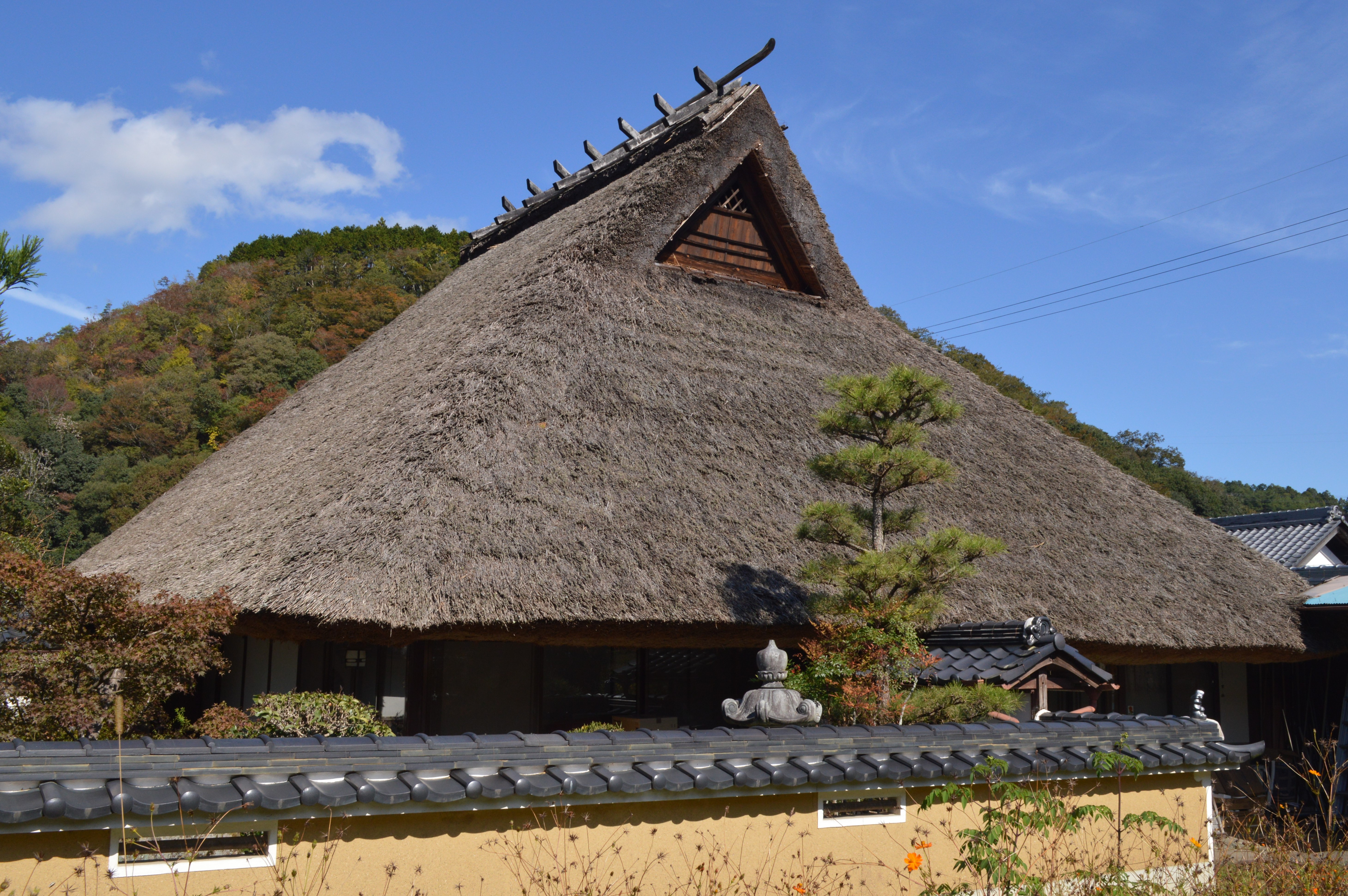
松本家

- 住吉神社 - 重森三玲が作庭した住之江の庭がある。
- 福住駅跡 - 国鉄篠山線の終点であった。

## アクセス
- 舞鶴若狭自動車道丹南篠山口ICから車で約30分
- 京都縦貫自動車道亀岡ICから車で約40分
- 京都縦貫自動車道京丹波みずほICから車で約25分
- 新名神高速道路川西ICから車で約45分